# Кёниг Йерльмюр, Анна
Анна Маргарета Кёниг Йерльмюр (урождённая Кёниг, швед. Anna Margaretha König Jerlmyr; род. 9 мая 1978, Гамла-Уппсала, Уппсала) — шведский политический деятель. Член Умеренной коалиционной партии.  В прошлом — мэр Стокгольма (2018—2022), депутат риксдага (2006—2010).

## Биография
Родилась в 1978 году в Уппсале.
По результатам парламентских выборов 2006 года избрана депутатом риксдага в округе Стокгольм. Являлась членом Комитета по труду.
По результатам местных выборов 2010 года избрана депутатом городского совета Стокгольма. В 2010 году назначена вице-мэром по социальным вопросам и председателем управления полиции Стокгольма, занимала должности до 2014 года. С 2014 по 2018 год выступала в качестве вице-мэра оппозиции от Умеренной коалиционной партии. После местных выборов 2018 года городской совет избрал её мэром Стокгольма.

## Личная жизнь
Замужем. Супруг — онколог Филип Йерльмюр (Philip Jerlmyr), основатель (2012) и исполнительный директор (CEO) дерматологической клиники Diagnostiskt Centrum Hud (DCH). Имеет трёх детей. Живёт в Стокгольме.
Любит рыбалку и катание на лыжах.